# Dust (Zona crepusculară)
Dust este episodul 48 al serialului american de televiziune Zona crepusculară. A fost difuzat inițial pe 6 ianuarie 1961 pe CBS și a fost al 12-lea episod al celui de-al doilea sezon. Episodul a fost realizat în baza unui scenariu de Rod Serling și regizat de Douglas Heyes⁠(d). În rolurile principale apar Thomas Gomez (al doilea rol în serial după „Escape Clause”) și Vladimir Sokoloff⁠(d).

## Rezumat
În Vestul Sălbatic, într-un oraș pustiu și dezolant, sadicul vânzător ambulant Sykes îl ironizează pe prizonierul Luis Gallegos, acesta urmând să fie spânzurat. Luis este condamnat la moarte, deoarece a condus în stare de ebrietate și a ucis accidental un copil. Tatăl lui Luis sosește în sat și îi roagă pe părinții fetei ucise să oprească execuția, însă rugămințile sale sunt ignorate. După ce îi vinde călăului o frânghie suficient de groasă pentru execuție, Sykes îi vinde o pungă de pământ tatălui condamnatului, insistând că este praf magic care va schimba opinia localnicilor și va crea simpatie pentru Luis.
În timp ce mulțimea se pregătește pentru execuție, tatăl lui Luis strigă și începe să împrăștie praful magic. Aude deschiderea trapei spânzurătorii și este uimit să-și vadă fiul încă în viață - frânghia s-a rupt deasupra nodului, iar Luis a căzut la pământ nevătămat. Întrebați dacă ar trebui să-l spânzure din nou, părinții fetei se împotrivesc, considerând că Luis a suferit destul, iar ruperea frânghiei ar putea reprezenta un semn divin.  Luis și tatăl său se îndreaptă spre casă, în timp ce Skyes verifică din nou frânghia care pare să fie într-o stare perfectă. Decide să le dea monedele de aur obținute din vânzarea prafului copiilor săraci din oraș și părăsește scena uimit, susținând că probabil praful a fost unul magic.

## Distribuție
- Thomas Gomez - Sykes
- Vladimir Sokoloff - Gallegos
- John Larch - șeriful
- John Alonzo - Luis Gallegos
- Paul Genge - John Canfield
- Dorothy Adams - doamna Canfield
- Duane Gray - Rogers
- Andrea Darvi - Estrellita Gallegos